# Iziphya oettingenii
Iziphya oettingenii är en insektsart som beskrevs av Quednau 1954. Iziphya oettingenii ingår i släktet Iziphya och familjen långrörsbladlöss. Inga underarter finns listade i Catalogue of Life.